# World Athletics
A World Athletics, antiga Associação Internacional de Federações de Atletismo (IAAF - em inglês:  International Association of Athletics Federations) é o órgão que gere o atletismo a nível mundial.
Foi fundada em 17 de julho de 1912 com o nome de Federação Internacional de Atletismo Amador (em inglês:  International Amateur Athletics Federation) por representantes de 17 federações nacionais de atletismo, no seu primeiro congresso realizado em Estocolmo, Suécia. A federação é sediada no Principado de Mônaco desde outubro de 1993, por decisão de seu  XXXIX Congresso tomada naquele ano em Stuttgart, e sua sede foi oficialmente inaugurada em Monte Carlo em 10 de junho de 1994.
Desde 1982, a IAAF fez várias alterações nas suas regras internas que permitem que os atletas possam receber compensações econômicas pela sua participação em competições atléticas. Apesar disto, a IAAF manteve a palavra "amador" no seu nome até ao congresso celebrado em 2001, quando adaptou o significado actual da sigla. Entre as suas funções encontra-se a organização de um programa de competições, padronização de métodos e equipamentos de cronometragem, assim como a manutenção e reconhecimento de recordes do mundo de atletismo nas suas distintas categorias.
Em Outubro de 2019, com decisão na reunião 217° do Conselho Executivo da entidade em Mônaco, houve a mudança após mais de 100 anos do nome IAAF.
Sua principal competição é o Campeonato Mundial de Atletismo, evento criado em 1983 e disputado primeiramente de quatro em quatro anos e desde 1993 tornado bienal, sendo realizado antes e depois de cada ano de Jogos Olímpicos. Outras competições organizadas pela W.A. são os campeonatos júnior, juvenil, em pista coberta (indoor) e as séries anuais de atletismo – a Golden League – de marcha atlética, cross country e corridas de rua durante cada ciclo de quatro anos.

## Presidentes
Seu atual presidente é Lord Sebastian Coe, eleito no congresso da organização realizado antes do Campeonato Mundial de Atletismo de 2015, em Pequim. Desde a sua fundação em 1912, ela teve apenas seis presidentes, dois deles campeões olímpicos:
| Nome                | País          | Período     |
| Sigfrid Edström     | Suécia        | 1912 – 1946 |
| Lord David Burghley | Reino Unido   | 1946 – 1976 |
| Adriaan Paulen      | Países Baixos | 1976 – 1981 |
| Primo Nebiolo       | Itália        | 1981 – 1999 |
| Lamine Diack        | Senegal       | 1999 – 2015 |
| Lord Sebastian Coe  | Reino Unido   | 2015 –      |

## Associações continentais

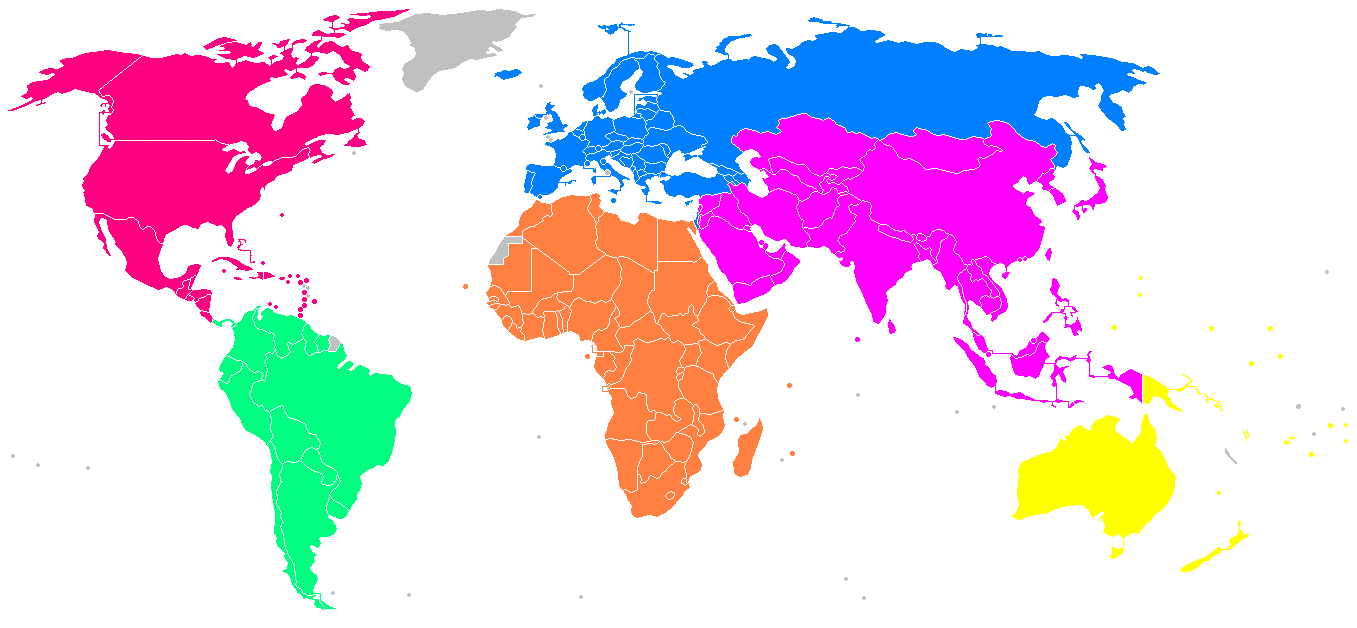
Mapa-múndi com as seis associações de área indicadas.

A IAAF tem um total de 214 países-membros e em conjunto com ela trabalham seis confederações de área, que organizam competições na sua região de atuação, de acordo com as diretrizes da Federação Internacional.
     Associação Asiática de Atletismo (AAA)
     Confederação Africana de Atletismo (CAA)
     Confederação Sul-americana de Atletismo (CONSUDATLE)
     Associação Europeia de Atletismo (AEA)
     Associação de Atletismo da América do Norte, Central e Caribe (NACAC)
     Associação de Atletismo da Oceania (AAO)

## Campeonatos
- Campeonato Mundial de Atletismo
- Campeonato Mundial de Atletismo em Pista Coberta
- Campeonato Mundial de Meia Maratona
- Campeonato Mundial Sub-20 de Atletismo
- Campeonato Mundial Sub-18 de Atletismo
- Campeonato Mundial de Corta-Mato/Cross-Country
- Copa do Mundo de Marcha Atlética
- Copa Continental de Atletismo
- Campeonato Mundial de Revezamento

## Séries anuais
- Golden League
- IAAF Road Race Label Events
- IAAF Race Walking Challenge